# Osedax frankpressi
Osedax frankpressi är en ringmaskart som beskrevs av Rouse, Goffredi och Vrijenhoek 2004. Osedax frankpressi ingår i släktet Osedax och familjen skäggmaskar. Inga underarter finns listade i Catalogue of Life.